# Niek Meijer
Niek Meijer (Loenersloot, 1 maart 1959) is een Nederlands jurist, VVD-politicus en bestuurder. Sinds 13 november 2019 is hij burgemeester van Huizen.

## Biografie
Afgestudeerd in de rechten was Meijer was meer dan twintig jaar advocaat en mediator in Leerdam en daarnaast daar ook enige tijd gemeenteraadslid, voor hij in maart 2005 werd benoemd tot burgemeester van de Westfriese gemeente Wognum. Op 1 januari 2007 ging Wognum samen met de gemeenten Medemblik en Noorder-Koggenland op in de nieuwe gemeente Medemblik en daarmee kwam zijn functie te vervallen.
Twee maanden later werd hij de waarnemend burgemeester van de gemeente Ouder-Amstel en in september van dat jaar werd Meijer de burgemeester van Zandvoort. Op 16 januari 2019 heeft Meijer meegedeeld dat hij niet voor herbenoeming in een derde termijn als burgemeester in aanmerking wil komen. Midden 2019 is David Moolenburgh door de gemeenteraad voorgedragen als burgemeester van Zandvoort. Moolenburgh begon op 19 september 2019 als burgemeester van Zandvoort.
Op 3 oktober 2019 werd Meijer door de gemeenteraad van Huizen voorgedragen als nieuwe burgemeester. Op 7 november 2019 werd bekendgemaakt dat de minister van Binnenlandse Zaken en Koninkrijksrelaties de overdracht heeft overgenomen en besloten hem te laten benoemen middels koninklijk besluit met ingang van 13 november 2019.